# Olympic-klassen
Olympic-klassen var den klasse, der betegnede de tre skibe Olympic, Titanic og Britannic. De tre skibe, som alle havde navn efter den græske mytologi, skulle ifølge White Star Lines ejer, rederen James Bruce Ismay, være de største og mest luksuriøse skibe, der besejlede ruten mellem New York og Southampton. 
Efter Titanics forlis i 1912 blev skibenes navne set som hybris, så navnet på det tredje skib ændredes fra Gigantic til Britannic. Britannic blev aldrig brugt som passagerskib, men blev tilknyttet den engelske flåde som hospitalsskib ved første verdenskrigs udbrud. Brittanic sank under krigen efter at have ramt en mine.
Olympic blev bygget 1908-1911, Titanic 1909-1912 og Britannic 1911-1915. Britannic var det største med en samlet vægt på 48.000 tons som var næsten 2.000 tons mere end Titanic, men de lignede hinanden. Olympic-klassen fik navn efter det første skib i serien.